# Ejido de Santiago Tlaxomulco
Ejido de Santiago Tlaxomulco är en ort i Mexiko.   Den ligger i kommunen Toluca och delstaten Mexiko, i den sydöstra delen av landet, 60 km väster om huvudstaden Mexico City. Ejido de Santiago Tlaxomulco ligger 2 641 meter över havet och antalet invånare är 336.
Terrängen runt Ejido de Santiago Tlaxomulco är platt åt nordost, men åt sydväst är den kuperad. Runt Ejido de Santiago Tlaxomulco är det tätbefolkat, med 683 invånare per kvadratkilometer. Närmaste större samhälle är Toluca, 9,2 km sydost om Ejido de Santiago Tlaxomulco. Trakten runt Ejido de Santiago Tlaxomulco består till största delen av jordbruksmark.